# Detektiv
Detektiv nebo také vyšetřovatel[zdroj?] je zpravidla profesionálně vyškolená osoba, která za úplatu tajně pátrá s cílem odhalení pachatelů zločinů a/či získání informací (např. fotografie dokumentující nevěru).[zdroj?] Může to být policista nebo také osoba zaměstnaná u soukromé detektivní kanceláře (takzvaný soukromý detektiv).[zdroj?] Pracuje obvykle[zdroj?] v civilním oblečení, může vyšetřovat inkognito, někdy dokonce v přestrojení nebo v utajení.

## Detektivové vliteratuře

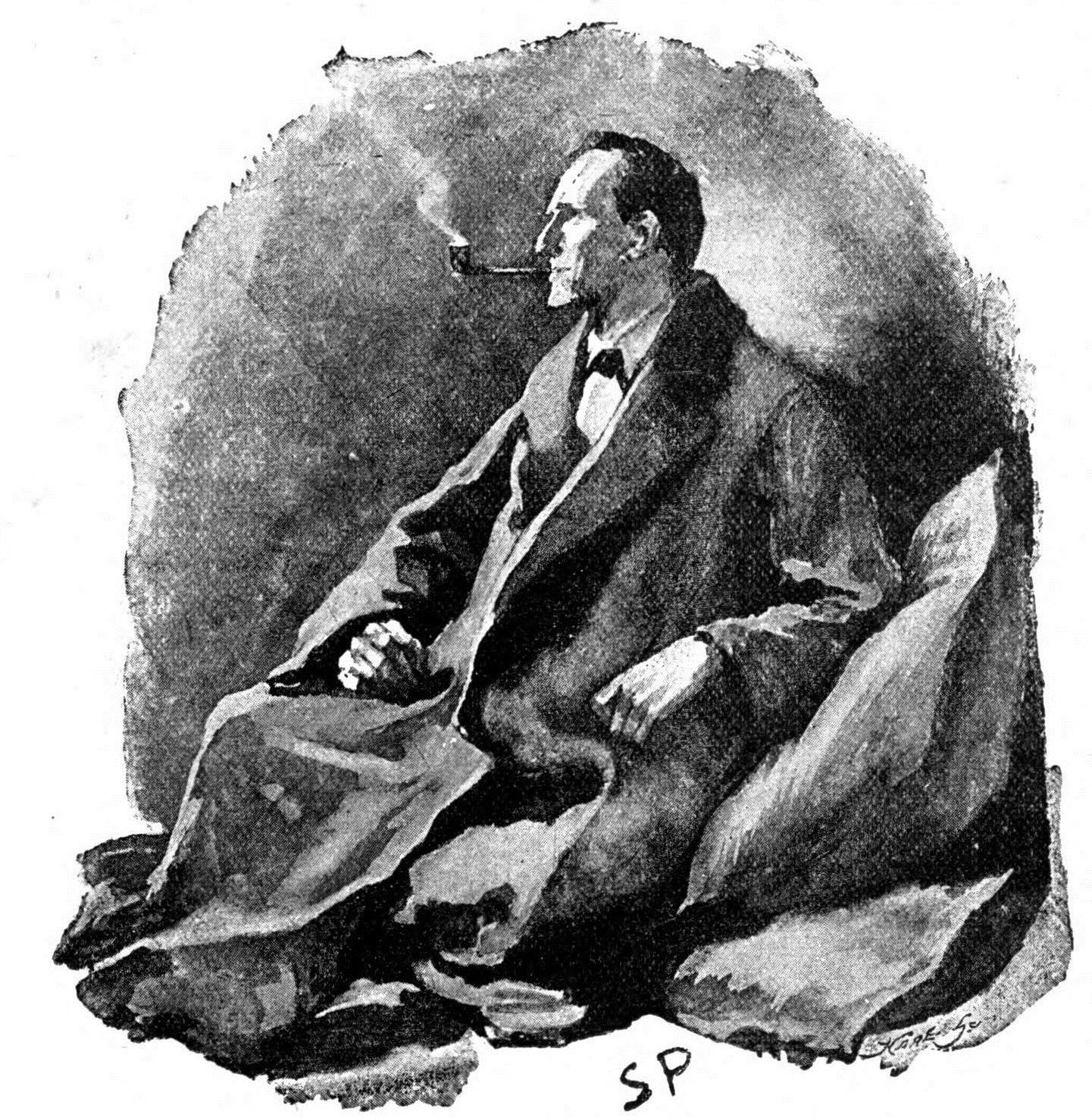
Sherlock Holmes, fiktivní detektiv stvořený spisovatelem Arthurem Conanem Doylem, známý z mnoha knih i filmů; ilustrace 1891

Detektivky jsou oblíbeným literárním žánrem, ve kterých je hlavním hrdinou detektiv. Mezi známé fiktivní postavy, knižní i filmové patří:
- Steve Carella
- Nick Carter
- Poručík Columbo
- C. Auguste Dupin
- Erast Fandorin
- Sherlock Holmes
- William Murdoch
- Detektiv Klubíčko
- Hercule Poirot
- Jules Maigret
- Phil Marlowe
- Jane Marplová (slečna Marplová)
- Adrian Monk – postava ze seriálu Můj přítel Monk
- Jack Reacher
- Dick Tracy – první komiksový hrdina ve filmu
- Inspektor Trachta – z díla Járy Cimrmana
- Ace Ventura – parodická postava